# محافظة بويرتو بلاتا
محافظة بويرتو بلاتا هي محافظة في جمهورية الدومينيكان، بلغ عدد سكانها 490٬733 نسمة، في 2012، عاصمتها بويرتو بلاتا، تبلغ مساحتها 1٬852٫90 كيلومتر مربع.

## أعلام
- إميليو برودوم